# ندای خوارز
ندای خوارز (به انگلیسی: Call of Juarez) یک بازی ویدیویی تیراندازی اول شخص در ژانر وسترن است که سال ۲۰۰۶ توسط تکلند توسعه یافته و از طریق شرکت فوکوس هوم اینتراکتیو منتشر شده است. نسخه رایانه شخصی بازی یکی از اولین بازی هایی بود که برای ویندوز ویستا و دایرکت ایکس ۱۰ بهینه سازی شد. ندای خوارز اولین بازی مجموعه ندای خوارز است.
داستان بازی زندگی "بیلی کندل" و "ری مک‌کال" که سابقاً یک هفت تیرکش بوده و بعداً تبدیل به یک واعظ می شود را روایت می‌کند. بیلی بعد از دو سال جستجو برای "گنج خوارز" به شهر "امید" در ایالت تگزاس و در نزدیکی مرز مکزیک بر می‌گردد. با اینحال وقتی به مزرعه خانوادگی اش می‌رسد، پدرخوانده و مادرش را می بیند که به قتل رسیده اند و "ندای خوارز" بر روی در انبار با خون نوشته شده است. همزمان مک‌کال (عموی ناتنی بیلی) سر می رسد و به اشتباه فکر می‌کند که بیلی آنها را به قتل رسانده. ری مک‌کال شغل خود به عنوان واعظ شهر را رها می‌کند و تصمیم می‌گیرد انتقام مرگ آن ها را با کشتن بیلی بگیرد و خود بیلی با فرار کردن در پی این است که بفهمد چه کسی و به چه دلیلی آنها را به قتل رسانده.
نسخه پیش درآمد بازی به نام ندای خوارز: غرق در خون در سال ۲۰۰۹ منتشر شد.

## گیم‌پلی
ندای خوارز یک بازی تیراندازی اول شخص است که در آن بازیکن دو قهرمان متفاوت داستان را کنترل می کند: بیلی کندل و ری مک کال که هرکدام سبک متفاوتی از گیم پلی دارند. سطح بیلی تا حدی مبتنی بر مخفی کاری است در حالی که ری سبکش سنتی تر است.
اگرچه سبک بازی برای هر دو شخصیت کمی متفاوت است، اما کنترل هر شخصیت به طور کلی مشابه است. هر کدام می توانند به جلو و عقب حرکت کنند، می توانند با اسلحه شلیک کنند، می توانند بدوند، راه بروند، دزدکی حرکت کنند و بپرند. بازی برای هر یک HUD یکسانی را با همان اطلاعات موجود در اختیار بازیکن قرار می‌دهد که شامل: سلاح های در دسترس، تعداد مهمات، قطب نما با اهداف مشخص شده و میزان سلامتی بازیکن. هر دو شخصیت می توانند دو هفت تیر همزمان داشته باشند. هر دو شخصیت می توانند بدون حرکت از موقعیت فعلی خود به چپ و راست متمایل شوند و می توانند با اشیاء خاصی از جمله بطری های سلامتی (در نسخه ایکس باکس ۳۶۰، سلامتی با گذشت زمان به طور خودکار برمی‌گردد)، مهمات و سلاح های رو زمین تعامل داشته باشند. تفاوت اصلی بین دو شخصیت این است که ری قوی تر و کندتر است، او نمی‌تواند به اندازه بیلی به هوا بپرد، اما می تواند موانع سنگین را از سر راه خود بردارد و مقاومت بیشتری در برابر گلوله دارد. بیلی می تواند سریعتر و ساکت تر از ری حرکت کند و ایت توانایی به او اجازه می دهد تا مخفیانه به دشمنان نزدیک شود. او همچنین می تواند لبه ی صخره ها را بگیر و خودش را به سمت بالا بکشد. بیلی همچنین می تواند از دو سلاحی استفاده کند که ری نمی‌تواند: شلاق، و تیر و کمان.

## بازتاب
ندای خوارز در هر دو پلتفرم نقد های متوسطی دریافت کرد. نسخه رایانه شخصی دارای امتیاز کل ۷۲ از ۱۰۰ بر اساس ۲۵ نقد از سایت متاکریتیک می باشد و نسخه ایکس باکس ۳۶۰ نمره ۷۱ از ۱۰۰ را بر اساس ۳۲ نقد دریافت کرده است.
| گردآورنده | امتیاز      | امتیاز      |
| گردآورنده | رایانه شخصی | اکس‌باکس ۳۶۰ |
| --------- | ----------- | ----------- |
| متاکریتیک | 72/100      | 71/100      |

| ناشر                     | امتیاز      | امتیاز      |
| ناشر                     | رایانه شخصی | اکس‌باکس ۳۶۰ |
| ------------------------ | ----------- | ----------- |
| یوروگیمر                 | 8/10        | 8/10        |
| گیم‌اسپات                 | 7/10        | 7.4/10      |
| گیم‌اسپای                 | [ ۷ ]       | [ ۸ ]       |
| آی‌جی‌ان                   | 6.8/10      | 7.5/10      |
| اواکس‌ام (ایالات متحده)   |             | 6/10        |
| پی‌سی گیمر (ایالات متحده) | 70%         |             |

### فروش
بازی در آمریکا شمالی خوب به فروش نرسید. طبق آمار شرکت ان‌پی‌دی، ۱۳۷۰۰۰ نسخه برای هر دو پلتفرم به فروش رسید. هر چند این بازی در اروپا بیشتر فروخته شد. در هر صورت بازی به اندازه کافی فروخته شد که شرکت تکلند و یوبیسافت نسخه های بعدی این مجموعه را ساختند.